# Dowództwo Połączonych Sił Zbrojnych Iberyjskiego Rejonu Atlantyku IBERLANT
Dowództwo Połączonych Sił Zbrojnych Iberyjskiego Rejonu Atlantyku  (ang. Allied Forces Iberian Atlantic Area IBERLANT) – nieistniejące już jedno z dowództw operacyjnych NATO.

## Charakterystyka
Po wycofaniu się Francji ze struktur NATO utworzono dodatkowe dowództwo PSC – Dowództwo Ibero-Atlantyckie IBERLANT z siedzibą w Oeiras, a podległe Dowódcy Atlantyku Zachodniego. Na czele nowopowstałego dowództwa stanął amerykański kontradmirał. W 1982 podniesiono rangę dowództwa do poziomu  MSC i podporządkowano je bezpośrednio Naczelnemu Dowódcy Atlantyku SACLANT. Dowodzenie nim przejął wiceadmirał portugalski, który jednocześnie pełnił obowiązki dowódcy portugalskich sił morskich. Jego zastępcą był kontradmirał amerykański. Sztab dowództwa liczył 265 osób, w tym 65 oficerów z Portugalii, Wielkiej Brytanii i Stanów Zjednoczonych.

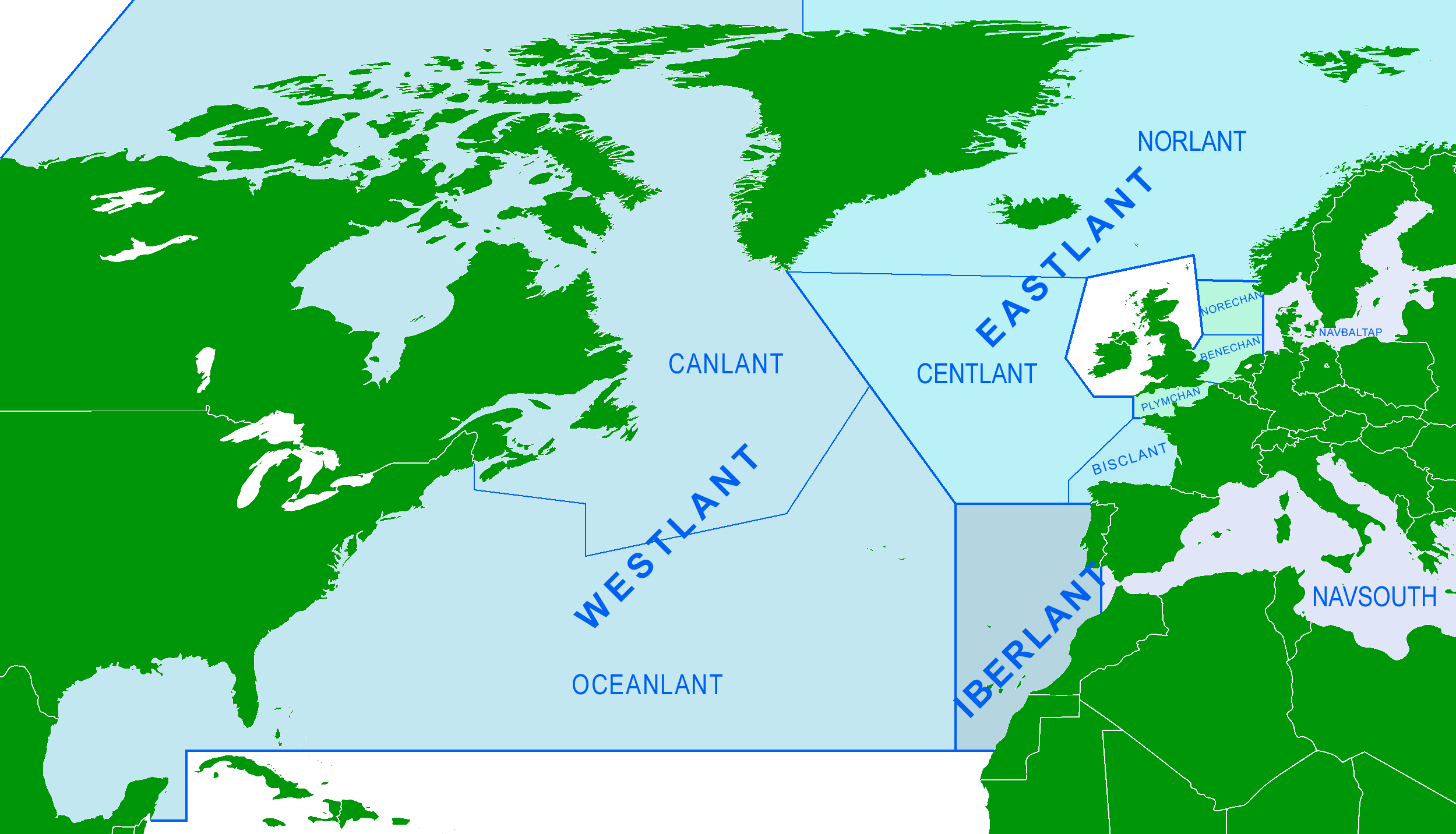
Obszary działania dowództw NATO

W okresie pokojowym dowódcy IBERLANTU nie podlegały żadne stałe siły, a dowództwo zajmowało się planowaniem i prowadzeniem ćwiczeń i utrzymywaniem gotowości do przejęcia dowodzenia w tym rejonie. Głównym zadaniem dowództwa na czas wojny było zapewnienie stałej kontroli Cieśniny Gibraltarskiej, utrzymanie korzystnych warunków operacyjnych w rejonie odpowiedzialności i niedopuszczenie sił nieprzyjaciela do wyjścia z Morza Śródziemnego w rejony rozwinięcia sił na Atlantyku. Do jego dyspozycji planowano wydzielić około 50 okrętów i 30 samolotów patrolowych lotnictwa bazowego z sił morskich Portugalii, Stanów Zjednoczonych i Wielkiej Brytanii. Siły te miały być wzmacniane przez wydzielone siły morskie Hiszpanii.
We wrześniu 1999 wprowadzono zmiany w strukturze dowodzenia NATO. Pośrednie Wyższe Podporządkowane Dowództwa (MSCs) zastąpiono Regionalnymi Dowództwami. Najniższe w hierarchii – Główne Podporządkowane Dowództwa (PSCs) przemianowano na Subregionalne Dowództwa (Dowództwa Komponentów i Połączone Dowództwa Subregionalne). Nowa struktura nadal opierała się na geograficznym podziale obowiązków. Dowództwo Sił Sojuszniczych Iberyjskiego Rejonu Atlantyku AF IBERLANT przekształcono w Regionalne Dowództwo RC SOUTHLANT.
Po gruntownej reformie systemu dowodzenia NATO w 2003 i przemianowaniu Naczelnego Dowództwa Połączonych Sił Sojuszniczych NATO Atlantyku ACLANT na Sojusznicze Dowództwo ds. Transformacji ACT, RC SOUTHLANT zostało podporządkowane dowódcy Sojuszniczemu Dowództwu Operacji ACO w Europie. W 2004 zostało przemianowane na Połączone Dowództwo w Lizbonie (Joint Headquarters Lisbon – JHQ Lisbon). Głównym zadaniem dowództwo w Lizbonie było zapewnienie operacyjnego dowodzenia powołanym na szczycie w Pradze w 2002 Siłom Szybkiego Reagowania NATO. Dowództwo było zdolne do prowadzenia dwóch mniejszych operacji połączonych (SJO).

## Struktura organizacyjna
Struktura  w 1989:
- Dowództwo Połączonych Sił Zbrojnych Iberyjskiego Rejonu Atlantyku IBERLANT – Lizbona (Portugalia)
  - Dowództwo Wysp Azorskich – Sao Miguel
  - Dowództwo Wyspy Madera – Funchal.